# John Goss

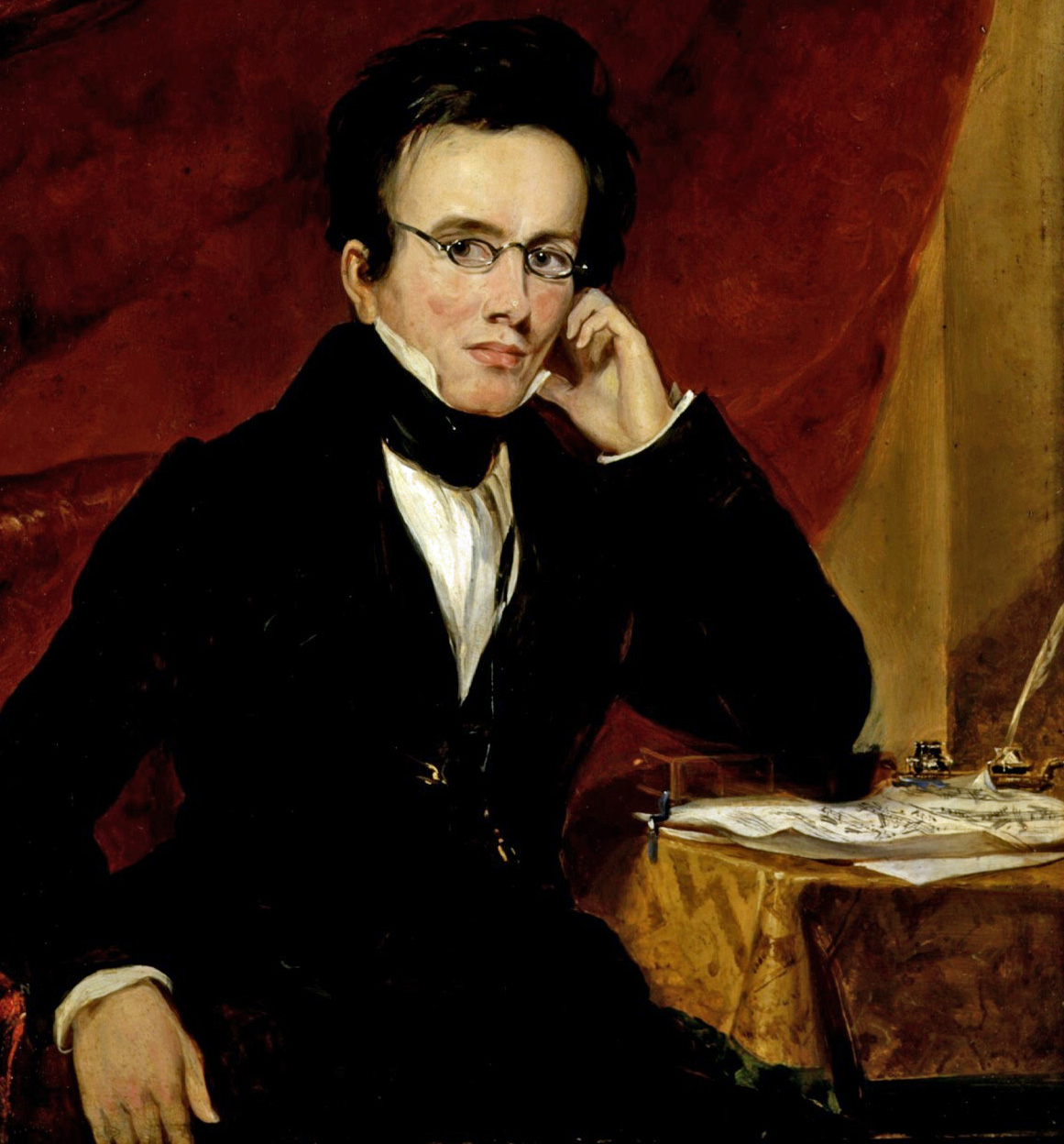
John Goss

John Goss (27 december 1800 - 10 mei 1880) was een Engelse organist, componist en muziekleraar.
Goss begon zijn carrière in het jongenskoor van de Chapel Royal in Londen en was een leerling van Thomas Attwood, organist van de St Paul's Cathedral. Na een korte periode als koorlid in een operagezelschap werd hij benoemd tot organist van een kapel in zuid-Londen, later in St. Lukes Church, Chelsea en uiteindelijk St. Pauls Cathedral.
Goss is met name bekend als componist van vocale muziek. Zijn bekendste werken zijn de koralen Praise, My Soul, the King of Heaven (Loof de Koning, heel mijn wezen, Liedboek voor de Kerken 460) en See, Amid the Winter's Snow.
Van 1827 tot 1874 was Goss professor aan de Royal Academy of Music. Zijn bekendste leerling is John Stainer, die hem als organist van de St. Pauls Cathedral opvolgde.
- Bibliothèque nationale de France: cb14801200w (data)
- Gemeinsame Normdatei: 134108493
- International Standard Name Identifier: 0000 0000 8121 1715
- Library of Congress Control Number: n92065624
- Nationale Bibliotheek van Letland: 000064878
- MusicBrainz: 25897c95-7d45-4c6e-a14e-c55b5b82e684
- Nationale Bibliotheek van Tsjechië: xx0015498
- Nationale Bibliotheek van Polen: a0000002572328
- Nederlandse Thesaurus van Auteursnamen: 104260084
- SNAC: w64j0rrj
- Système universitaire de documentation: 241084385
- Trove: 1196110
- Virtual International Authority File: 42105403
- WorldCat: E39PBJjtbp7qy7TbM8c9wTkRrq